# 尼凡托沃农村居民点
尼凡托沃农村居民点（俄语：Сельское поселение Нифантовское）是俄罗斯联邦沃洛格达州舍克斯纳区所属的一个农村居民点。其下辖有9个居民点，行政中心为尼凡托沃。据2015年统计，该农村居民点的人口为2421人。